# Bernard Pariset
Bernard Pariset (Pantin, 21 de diciembre de 1929-Mailly-le-Château, 26 de noviembre de 2004) fue un deportista francés que compitió en judo.
Ganó una medalla en el Campeonato Mundial de Judo de 1958 y ocho medallas en el Campeonato Europeo de Judo entre los años 1951 y 1959.

## Palmarés internacional
| Campeonato Mundial | Campeonato Mundial      | Campeonato Mundial | Campeonato Mundial |
| Año                | Lugar                   | Medalla            | Categoría          |
| ------------------ | ----------------------- | ------------------ | ------------------ |
| 1958               | Tokio (Japón)           | Medalla de bronce  | Abierta            |
| Campeonato Europeo |                         |                    |                    |
| Año                | Lugar                   | Medalla            | Categoría          |
| 1951               | París (Francia)         | Medalla de oro     | 1.er dan           |
| 1952               | París (Francia)         | Medalla de plata   | 2.º dan            |
| 1954               | Bruselas (Bélgica)      | Medalla de oro     | 3.er dan           |
| 1955               | París (Francia)         | Medalla de oro     | Abierta            |
| 1957               | Róterdam (Países Bajos) | Medalla de plata   | Abierta            |
| 1958               | Barcelona (España)      | Medalla de plata   | Abierta            |
| 1958               | Barcelona (España)      | Medalla de plata   | 4.º dan            |
| 1959               | Viena (Austria)         | Medalla de bronce  | Abierta            |